# Haru wo Daiteita
Haru wo Daiteita (春を抱いていた lit. Abrazando la primavera?) es una serie de manga de género yaoi escrita e ilustrada por Youka Nitta. Fue serializada por la editorial Biblos desde 1999 a 2006, cuando la empresa quebró y fue entonces retomada por su sucesora, Libre Publishing. La serie relata la historia de amor entre una pareja de actores, quienes lucharán por conquistarse y vencer sus propios sentimientos iniciales, tales como el amor, los celos y la pasión.
Fue originalmente serializada para su publicación en Estados Unidos por Central Park Media bajo el nombre de Embracing Love, y actualmente lo está por Viz Media. En 2005, Haru wo Daiteita fue adaptada a un OVA de dos partes por Trinet Entertainment. También cuenta con tres CD dramas, el primero de los cuales fue lanzado en 2000.

## Argumento
Kyōsuke Iwaki es un actor pornográfico que recibe una invitación para el casting de una película llamada Haru wo Daiteita. Dicha película se basa en una novela homónima que obtuvo mucho éxito entre el público femenino hasta el punto de lograr ser llevada al cine. Iwaki ve en el guion la oportunidad de convertirse en un actor respetado y dejar el mundo del porno; su único obstáculo es Yōji Katō, otro actor pornográfico más joven que él, quien también ha recibido la misma invitación y es su competencia en el mundo del cine pornográfico. La principal preocupación de Iwaki reside en la juventud de su adversario. Katō, en cambio, es un joven seguro de sí mismo y ambicioso; ha logrado triunfar entre el público femenino, despertando así el recelo de Iwaki que no puede evitar mirarlo como un rival. En dicho casting, Katō e Iwaki deben interpretar una relación sexual frente al director del proyecto para probar sus talentos y así encontrar al actor adecuado para el papel principal. Katō, quien siente un desprecio similar al que Iwaki siente por él, intenta tomar la iniciativa en el encuentro, y ambos se retan y desafían acusándose de frialdad. Iwaki, quien por primera vez permite que otro hombre le acaricie se siente llevado por sus sentidos entrando totalmente en el papel y superando por mucho la interpretación de Katō, y no solo eso, sino que también logra dominarlo por completo.
Iwaki termina obteniendo el papel, aunque luego descubre que le tocará interpretar al uke (el pasivo de la relación), con el excéntrico director y escritor de la novela, Nagisa Sawa, interpretando a su pareja. Aun así, se supera a sí mismo realizando su sueño al abandonar el mundo del porno y consagrándose como actor profesional. Un año después de terminado el proyecto, este resulta ser un éxito total, por lo cual se convierte en una serie de televisión. El reencuentro entre Katō e Iwaki es inevitable cuando son elegidos para interpretar a los protagonistas de la serie. Es entonces cuando Iwaki comienza a sentir envidia de Katō por obtener el papel que él ansiaba desde un principio, además de sentirse inseguro y avergonzarse de su pasado en el porno, al contrario que Katō. Por si fuera poco, a todo esto se une el interés que despierta Katō en el público y la prensa, lo que provoca que haya continuas fricciones entre ambos.
Después de una fuerte discusión entre ambos, en la que Katō le hace ver los sentimientos que se desataron en él durante la prueba, se desata la pasión entre los dos. Después de una noche de sexo, Katō convence a Iwaki para fingir que son una pareja ante la prensa para promocionar la serie y garantizar el éxito, al despertar la expectación del público personificando el mismo papel en la realidad que en la ficción. Mientras graban la serie y fingen ser pareja, el interés y la pasión inicial se convierten en sentimientos verdaderos. Katō se enamora perdidamente de Iwaki, pero este no cederá tan rápidamente. 

## Personajes
Kyōsuke Iwaki (岩城 京介 Iwaki Kyōsuke?)
Voz por: Toshiyuki Morikawa
Un hombre reservado que prioriza su trabajo sobre su vida personal. Es inseguro y cree que sus sentimientos hacia Katou son algo pasajero, además de tener problemas para aceptar la atracción que siente por este. Katou es su gran amor y convencido por este logrará entender que serán pareja para toda la vida.
Yōji Katō (香藤 洋二 Katō Yōji?)
Voz por: Shin'ichirō Miki
Actor porno, pero de personalidad segura y encantadora. El amor que siente por Iwaki lo hace aparecer adorablemente celoso en varias ocasiones, dejando ver su lado endeble.
Nagisa Sawa (佐和 渚 Sawa Nagisa?)
Voz por: Kazuhiko Inoue
Es el autor de la novela Haru wo Daiteita, quien solía ser un policía proveniente de una familia controladora y conservadora, pero ahora viste con ropa femenina. 
Yukihito Sawa (沢 雪人 Sawa Yukihito?)
Voz por: Chihiro Suzuki
Primo menor y amante de Nagisa. Fue testigo de la muerte de su madre a manos de su padre cuando tenía 13 años, cayendo en un estado de shock que le dejó mudo, saliendo únicamente de ese estado gracias al amor que Nagisa siente por él. 
Kanzunari Urushizaki (漆崎 一成 Urushizaki Kanzunari?)
Voz por: Kentarō Itō
El acosador de Katou, quien parece la versión joven de Iwaki, se convirtió en reportero para poder seguir mejor a Katou.
Katsuya Kikuchi (菊地 克哉 Kikuchi Katsuya?)
Voz por: Ken Narita
Un actor quien poseyó el mismo escándalo sobre su relación sexual unos años atrás, y se muestra celoso de la manera positiva que el público reaccionó a la relación de Iwaki y Katou.

## Media

### Manga
Desde 1999 a 2006, el manga fue serializado por la editorial Biblos. Tras el quiebre de la empresa, fue entonces retomado por su sucesora, Libre Publishing. Fue licenciado para su publicación en inglés por Central Park Media bajo su sello BL, Be Beautiful, bajo el nombre de Embracing Love. En 2007, después de la bancarrota de Biblos, Libre publicó una carta abierta en su sitio web declarando que los editores en inglés debían renegociar los derechos de publicación de las series de Biblos con Libre, específicamente nombrando los lanzamientos de CPM como "ilegales".
En julio de 2008, la autora Youka Nitta se vio envuelta en un escándalo tras darse a conocer que había infringido los derechos de autor de un anuncio publicitario de una revista al usarlo como portada para el capítulo 49 de Haru wo Daiteita. Como resultado, el capítulo fue extraído de la próxima edición de Be x Boy Gold, Nitta se negó a asistir a la Yaoi-Con y Libre eliminó menciones de ella y su trabajo de su sitio web, con Nitta anunciando que dejaría de trabajar como mangaka. La empresa publicitaria que creó el anuncio, Diesel, declaró que considera el uso de Nitta de su anuncio como "un tributo".